# Marc Aillet
Mons. Marc Aillet (* 17. dubna 1957 Parakou) je francouzský římskokatolický duchovní a biskup Bayonne.

## Život
Narodil se 17. dubna 1957 v Parakou.
Vstoupil do kněžského semináře v Janově. Studoval na Freiburské univerzitě, kde získal licenciát a později doktorát teologie. Dne 4. července 1981 byl vysvěcen na jáhna a kardinálem Giuseppem Sirim 3. července 1982 na kněze. Byl inkardinován do janovské arcidiecéze.
V letech 1986-1992 byl kaplanem středních a vyšších odborných škol v Saint-Raphaël a poté rektorem komunity Saint-Martin v Janově a poté v Candé. V letech 1998-2005 byl farářem v Saint-Raphaël.
Roku 2001 se stal biskupským vikářem pro děkanáty Fayence, Fréjus a Saint-Tropez. Následujícího roku byl jmenován generálním vikářem diecéze Fréjus-Toulon. O další rok později se stal titulárním kanovníkem Toulonské katedrály.
Dne 15. října 2008 jej papež Benedikt XVI. jmenoval biskupem Bayonne. Biskupské svěcení přijal 30. listopadu 2008 z rukou kardinála Jeana-Pierre Ricarda a spolusvětiteli byli biskup Pierre Molères a biskup Dominique Rey.